# Wazemmes (métro de Lille)
Cet article concerne la station de métro. Pour le quartier de Lille, voir Wazemmes.
La station Wazemmes est une station de métro de la ligne 1 du métro de la ville française de Lille. Inaugurée le 2 mai 1984, la station dessert depuis le quartier lillois Wazemmes.

## Situation
La station est la deuxième qui dessert le quartier de Lille, Wazemmes sur la ligne 1. Cette station se situe sous la place Verte qui est encadrée par les rues d'Iéna, Corneille et Racine.
Elle est située sur la ligne 1 entre les stations Gambetta et Porte des Postes à Lille.

### Histoire
La station est inaugurée le 2 mai 1984, lors du prolongement vers CHR B-Calmette (aujourd'hui CHU - Eurasanté).

## Service aux voyageurs

### Accueil et accès
La station est bâtie sur deux niveaux souterrains. Le niveau -1 est le hall permettant le choix de la direction du trajet (en plus de la vente et compostage des billets) tandis que le niveau -2 contient les voies centrales et les quais opposés.
De son inauguration jusqu'en 2018 où un nouvel accès a été aménagé dans le cadre du doublement de la longueur des quais, la station ne possédait qu'un seul accès par escaliers et deux ascenseurs.

### Intermodalité
Une station V'Lille ainsi qu'un abri vélo sécurisé sont situés à proximité de la station.

## L'art dans la station
L'architecture de l'Atelier Neveux est sobre autant dans le choix des matériaux que dans la forme. Le but était de mettre en avant la sculpture de Fleckenstein, appelée la Source de vie.
- Architecture intérieure

"Architecture
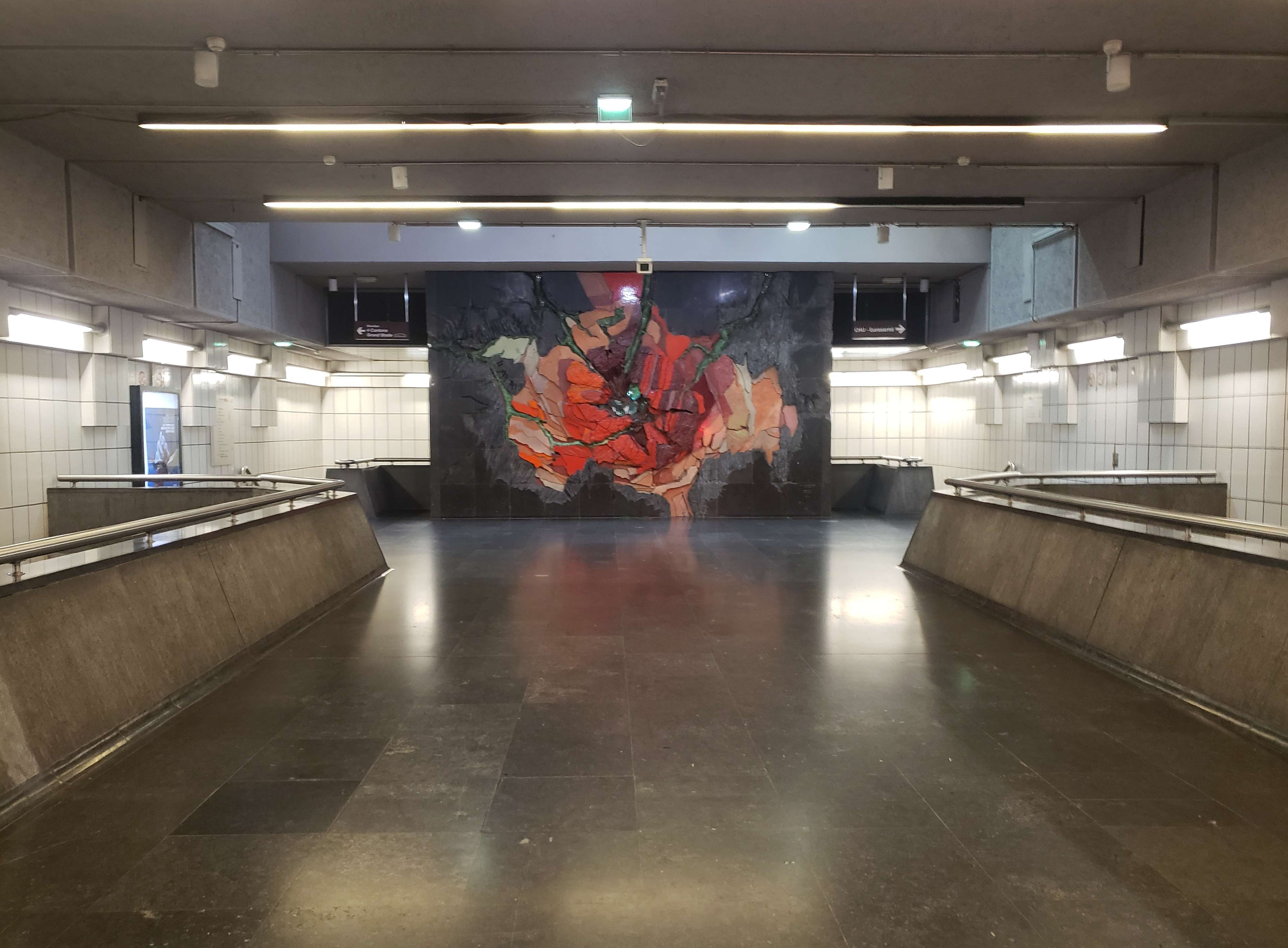
Vue générale de la mezzanine
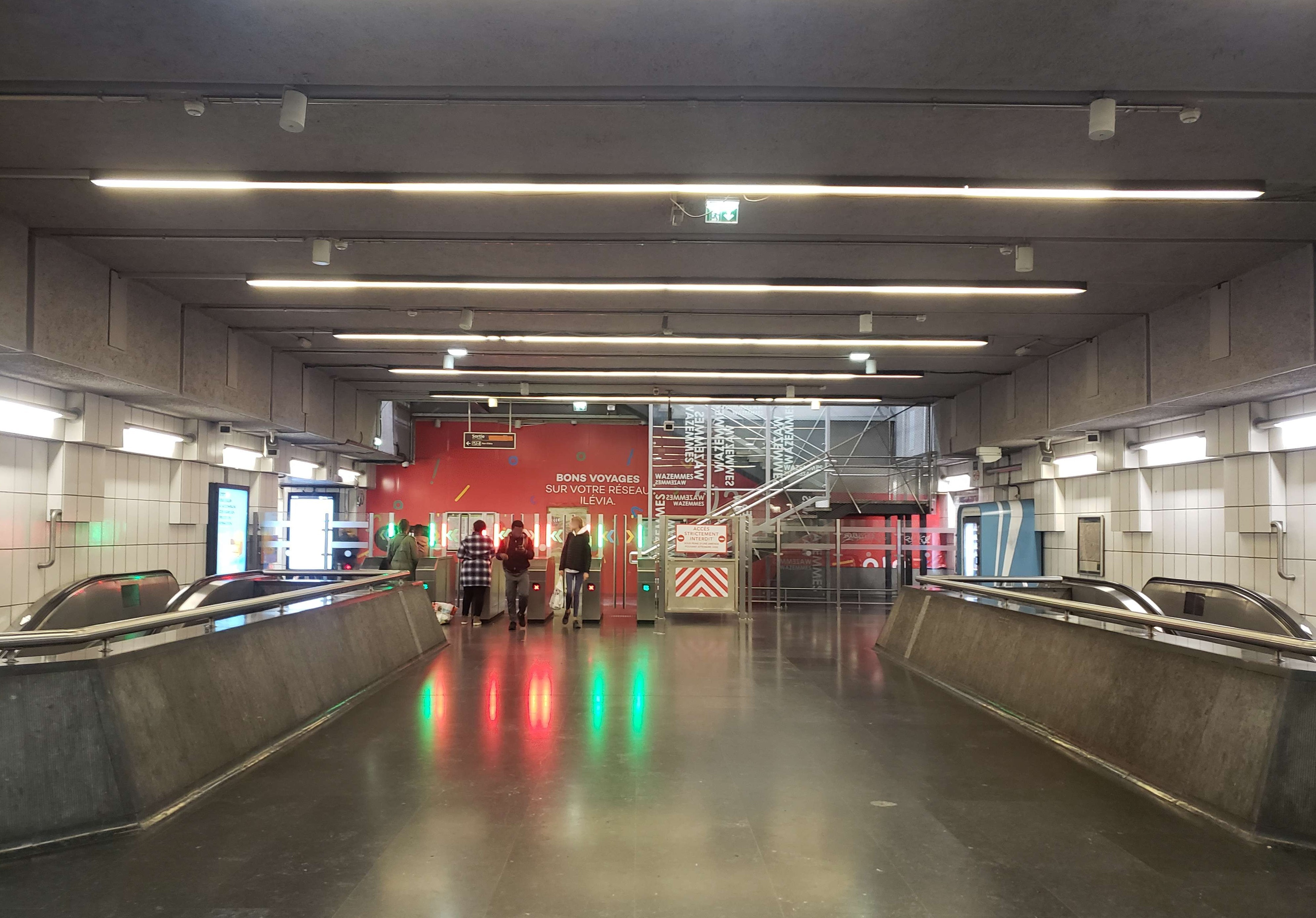
Vue de la mezzanine en direction des portiques avant l'ouverture de l'extension de la station
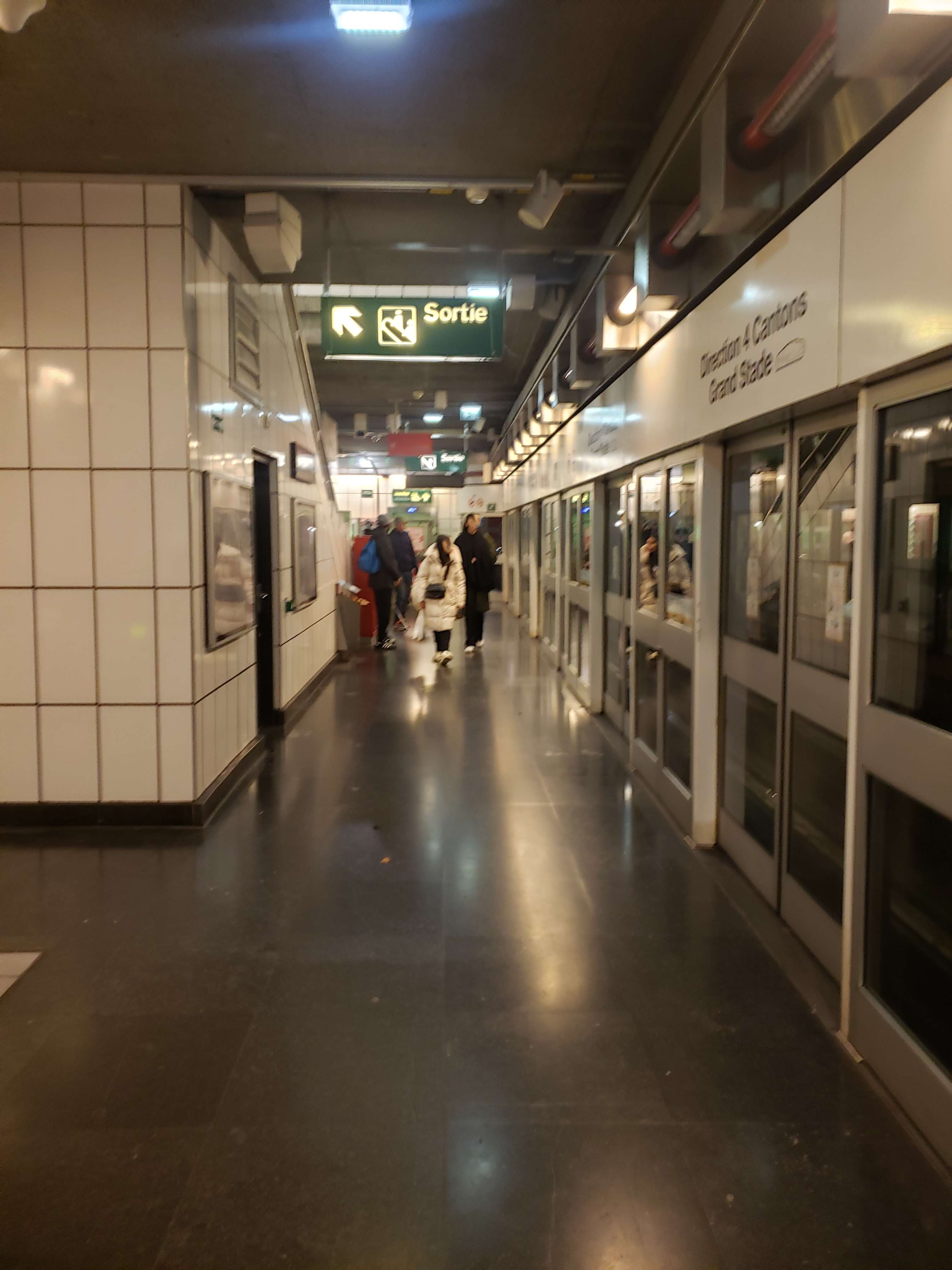
Quai en direction de Quatre Cantons

## À proximité
- Maison folie de Wazemmes
- Salle des sports Montebello
- Siège administratif de la CPAM de Lille Douai
- Mairie de quartier de Lille Wazemmes
- Marché de Wazemmes
- Halles de Wazemmes